# 第五号型水雷艇
| 第五号型水雷艇  | 第五号型水雷艇                                              |
| --------------- | ----------------------------------------------------------- |
| 第14号水雷艇    |                                                             |
| 艦級概観        |                                                             |
| 艦種            | 水雷艇                                                      |
| 艦名            | 番号                                                        |
| 前級            | 第一号型水雷艇                                              |
| 前級            | 小鷹                                                        |
| 次級            | 第十五号型水雷艇                                            |
| 要目（竣工時）  |                                                             |
| 排水量          | 常備：54トン                                                |
| 全長            | 垂線間長：33.75m (110ft 9in)                                |
| 全幅            | 3.35m (11ft 0in)                                            |
| 吃水            | 0.90m (2ft 11in)                                            |
| 機関            | 汽車缶1基 直立式2気筒2段膨張レシプロ1基 1軸、525馬力        |
| 速力            | 20ノット                                                    |
| 航続距離        | 10ノットで1,030海里                                         |
| 燃料            | 石炭：8.45トン                                              |
| 乗員            |                                                             |
| 兵装 （1894年） | 47mm保式単装速射砲1門 35.6cm魚雷発射管旋回式1門 同固定式1門 |
| 同型艦          | 14隻                                                        |

第五号型水雷艇（だいごごうがたすいらいてい、旧字体：第五號型水雷艇）は、日本海軍の水雷艇。同型艇14隻。

## 概要
1885年（明治18年）度にフランス・シュナイダー社に発注、造船所の名をとり「クルーゾー（Creusot）型」と言われている。設計は、1886年から1890年まで日本に滞在したルイ＝エミール・ベルタンによる。第5号から第9号まではフランスのシャロン＝シュル＝ソーヌで建造され、組み立てを小野浜造船所で行ったが、第10号以降は建造も小野浜で行われた。また機関の自力製造も行われるようになった。原型はフランス海軍の第75号型水雷艇だが、転覆事故が続発し本艇の建造中に改正がされている。
各艦は日清戦争に参戦。1895年2月5日未明の威海衛攻撃には第5号などが参加した。第6号の艇長は、後に内閣総理大臣となる鈴木貫太郎大尉だった。この時の攻撃では「定遠」に魚雷が命中、大破擱座させている。また第9号は魚雷発射に成功したが被弾のため機関が全滅し漂流、生存者が救助され艇は放棄された。この艇は夜が明けた後に清国軍に拾われて、日本海軍の被捕獲の第1号となっている（戦後復帰）。
1895年（明治28年）に第16号を喪失、残りの艇は1907年（明治40年）から1910年（明治43年）にかけて除籍された。

## 同型艦
竣工日の後は（建造所/組み立て所）。小野浜造船所は1893年（明治26年）より呉造船支部と改称。
- 第5号 : 1892年（明治25年）3月26日竣工（クルーゾー/小野浜）。1907年（明治40年）9月28日除籍。
- 第6号 : 1892年（明治25年）3月26日竣工（クルーゾー/小野浜）。1908年（明治41年）4月1日除籍。
- 第7号 : 1892年（明治25年）4月2日竣工（クルーゾー/小野浜）。1910年（明治43年）4月1日除籍。
- 第8号 : 1892年（明治25年）4月7日竣工（クルーゾー/小野浜）。1910年（明治43年）4月1日除籍[1]。
- 第9号 : 1892年（明治25年）4月11日竣工（クルーゾー/小野浜）。1908年（明治41年）4月1日除籍。
- 第10号 : 1892年（明治25年）4月17日竣工（小野浜）。1908年（明治41年）4月1日除籍。
- 第11号 : 1894年（明治27年）3月31日竣工（呉造船支部）。1910年（明治43年）4月1日除籍。
- 第12号 : 1893年（明治26年）10月11日竣工（呉造船支部）。1910年（明治43年）4月1日除籍。
- 第13号 : 1893年（明治26年）10月11日竣工（呉造船支部）。1910年（明治43年）4月1日除籍。
- 第14号 : 1893年（明治26年）10月18日竣工（呉造船支部）。1908年（明治41年）4月1日除籍。
- 第16号 : 1893年（明治26年）11月29日竣工（呉造船支部）。1895年（明治28年）5月11日沈没。
- 第17号 : 1893年（明治26年）11月29日竣工（呉造船支部）。1910年（明治43年）4月1日除籍。
- 第18号 : 1893年（明治26年）11月1日竣工（呉造船支部）。1910年（明治43年）4月1日除籍。
- 第19号 : 1894年（明治27年）2月17日竣工（呉造船支部）。1910年（明治43年）4月1日除籍。